# 川西老鹳草
川西老鹳草（学名：Geranium orientali-tibeticum）是牻牛儿苗科老鹳草属的植物，为中国的特有植物。分布于中国大陆的四川等地，生长于海拔2,900米至4,200米的地区，多生长于中山地带的河谷灌丛及山地灌丛，目前尚未由人工引种栽培。
其种加词“orientali-tibeticum”意为“西藏东部的”。
现接受名为甘青老鹳草（Geranium pylzowianum Maxim., 1880）。